# Indonésia nos Jogos Olímpicos de Verão de 1988
A Indonésia participou dos Jogos Olímpicos de Verão de 1988 em Seul, na Coreia do Sul. Conquistou apenas uma medalha, de prata, com Nurfitriyana Saiman, Kusuma Wardhani e Lilies Handayani no tiro com arco em equipe. Foi a oitava participação do país em Jogos Olímpicos de Verão.